# Рег. Торе Перниче (Савона)
Рег. Торе Перниче је насеље у Италији у округу Савона, региону Лигурија.
Према процени из 2011. у насељу је живело 53 становника. Насеље се налази на надморској висини од 31 м.